# Stronnictwo Narodowe
Stronnictwo Narodowe (SN) (Nederlands: Nationale Partij) is de naam van een nationalistische partij die in de jaren 1928-1947 in Polen heeft bestaan, alsook van een aantal Poolse partijen van recenter datum die aanspraak maken op het erfgoed daarvan. De partij was de belangrijkste politieke vertegenwoordiger van de nationaaldemocratie (in het Pools: endecja).

## Tijdens deTweede Poolse Republiek
De SN werd opgericht in oktober 1928 door Roman Dmowski, de geestelijke vader van de nationaaldemocratie. Het was een rechtstreekse voortzetting van de Związek Ludowo-Narodowy (Volks-Nationale Unie), die als gevolg van repressie door het Sanacja-regime van Józef Piłsudski verzwakt was geraakt. Gedurende de jaren dertig was de SN de voornaamste oppositiepartij. Bij de parlementsverkiezingen van 1930 kreeg de partij 12,7% van de stemmen, goed voor 63 van de 444 zetels in de Sejm; de verkiezingen van 1935 en 1938 werden door de SN geboycot. De partij organiseerde talrijke manifestaties en protestacties tegen het dictatoriale bewind van Piłsudski en had in 1938 ruim 200.000 leden. 
De ideologie van de nationaaldemocraten en daarmee ook van de SN was nationalisme. Daarnaast speelde ook antisemitisme een prominente rol. De voorvechters van deze ideologie streefden de bouw na van een etnisch homogene, katholieke, Poolse natiestaat. Deze visie stond lijnrecht tegenover die van Piłsudski, die het herstel van de multinationale Eerste Poolse Republiek beoogde in de vorm van een federatie van Polen, Litouwen en verschillende reststaten van een tegen die tijd uiteengevallen Sovjet-Unie. Voor nationale minderheden, die in het vooroorlogse Polen ruim een derde van de bevolking uitmaakten, was binnen deze Poolse staat geen plaats. Oekraïners, Wit-Russen en andere minderheden dienden te worden gepoloniseerd. De enige minderheid die niet voor polonisatie in aanmerking kwam, waren de Joden, die door Dmowski als een binnenlandse vijand werden beschouwd. Zij moesten volgens hem zo veel mogelijk in hun rechten worden beperkt en voor zover mogelijk uit Polen worden verwijderd. Andere elementen van de nationaaldemocratische ideologie waren een hiërarchische organisatie van de maatschappij, opheffing van het klassenonderscheid en versterking van de rol van nationale elites. In economisch opzicht stonden de nationaaldemocraten voor een soort nationalistisch kapitalisme, waarin privé-eigendom en vrije markt belangrijke pijlers waren en de staat alleen in het belang van de natie mocht interveniëren. In de jaren dertig wonnen ook corporatistische ideeën aan invloed. De grootste bedreiging voor Polen was in de optiek van de nationaaldemocraten Duitsland.
Aan het begin van de jaren dertig kwam het binnen de SN tot conflicten tussen de "ouderen" en de "jongeren". Eerstgenoemden hoopten hun idealen langs parlementaire weg te verwezenlijken en stonden voor een inperking van de macht van de president ten gunste van het parlement. De jongeren waren radicaler en stonden onder invloed van het fascisme van Mussolini. In 1935 nam de jonge garde de macht binnen de partij over, maar viel vervolgens zelf uiteen in een gematigde en een extremistische vleugel. In deze periode vond er een duidelijke radicalisering van de partij plaats.

## Tijdens deTweede Wereldoorlog
Kort na de Duitse inval in Polen vormde de SN een ondergronds leger, dat in 1942 ca. 80.000 leden telde. Ook als partij bleef de SN ondergronds actief en nam samen met drie andere partijen (sociaaldemocraten, boeren en christendemocraten) deel aan het Polityczny Komitet Porozumiewawczy (Politiek Overlegcomité). Daarnaast nam de SN tot juni 1941 deel aan de eerst naar Frankrijk en in 1940 naar Londen uitgeweken Poolse regering in ballingschap. 

## In ballingschap
Na de communistische machtsovername in Polen lukte het de SN niet om weer een legaal bestaan te gaan leiden en bleef daarom ondergronds. Het nationalistische verzet werd fel bestreden door de veiligheidsdienst, het Poolse leger, de NKVD en het Rode Leger. In december 1946 werd het voltallige presidium van de partij gearresteerd en in juli 1947 werden de laatste restanten van de SN-structuren in Polen door de nieuwe machthebbers opgerold.
Nadien bestond de partij nog slechts in ballingschap. Vanaf 1948 had de partij haar zetel in Londen. Ze beschikte over structuren in Frankrijk, West-Duitsland, Oostenrijk, Italië, Denemarken, Zweden en de Verenigde Staten. De partij heeft vanaf begin jaren vijftig oppositie gevoerd tegen president in ballingschap August Zaleski en diens opvolgers, omdat hun presidentschap volgens de SN ongrondwettig was. In 1961 viel de partij uit elkaar, als gevolg waarvan alleen de Britse en Amerikaanse structuren bleven bestaan.

## Na 1989
Kort na de omwenteling in 1989 werd door onder anderen enkele functionarissen van de vooroorlogse SN een poging gedaan deze in Polen te reactiveren. De eerste voorzitter van deze partij was Stefan Jarzębski, voormalig minister van Milieu in de regering van Zbigniew Messner. De belangrijkste activist was echter Maciej Giertych, zoon van Jędrzej Giertych, een voormalig bestuurslid van de vooroorlogse SN die in 1961 uit de partij in ballingschap was geroyeerd. De in Londen gevestigde SN weigerde deze partij te erkennen. De partij nam deel aan de parlementsverkiezingen van 1991, maar behaalde slechts 0,66% van de stemmen, niet genoeg voor een zetel. 
Een andere partij, de Stronnictwo Narodowo-Demokratyczne (Nationaal-Democratische Partij, SND), behaalde bij diezelfde verkiezingen slechts 0,02% van de stemmen, maar wist desondanks een zetel in de Senaat te bemachtigen in de persoon van haar voorzitter Jan Zamoyski. In juni 1992 besloot de in Londen gevestigde SN zichzelf op te heffen en zowel haar organisatie als haar vermogen aan de SND over te dragen. Gedurende de jaren negentig hebben zowel de SN als de SND aan diverse rechtse coalities deelgenomen. Op 19 juni 1999 kwam het tot een informele fusie van de SN en de SND. Kandidaat van de SN tijdens de presidentsverkiezingen van 2000 was generaal Tadeusz Wilecki, die 0,16% van de stemmen kreeg. De fusie werd in 2001 alsnog officieel toen in 2001 beide partijen opgingen in de Liga Polskich Rodzin (Liga van Poolse Gezinnen). 
Overigens hebben er in Polen naast bovengenoemde partijen na 1990 nog meer extreemrechtse en fel antisemitische splinterpartijen bestaan die zich Stronnictwo Narodowe noemden. Zo bestond er in de vroege jaren negentig ook een Stronnictwo Narodowe – Szczerbiec en een Stronnictwo Narodowe – Ojczyzna (Nationale Partij – Vaderland). Laatstgenoemde werd na een breuk in de SN opgericht door de voormalige vicevoorzitter van die partij, Bogusław Rybicki, en ging in 1996 op in de SND. 
Rond 2004 registreerde Leszek Bubel de naam Stronnictwo Narodowe opnieuw, al is deze qua bestuur identiek aan zijn Polska Partia Narodowa (Poolse Nationale Partij). In 2005 steunde deze partij zijn kandidatuur in de presidentsverkiezingen; hij kreeg 0,13% van de stemmen.